# 菊池三郎
菊池 三郎（きくち さぶろう、1858年（安政5年7月） - 1895年（明治28年）7月25日）は、明治時代の政治家。貴族院多額納税者議員。

## 経歴
下野国、のちの栃木県出身。菊池教中の三男として生まれる。1887年（明治20年）以降、河内郡所得税調査委員、栃木県勧業諮問会員などを歴任した。
1890年（明治23年）には栃木県多額納税者として貴族院議員に互選され、9月29日に就任したが、在任中に死去した。

## 親族
- 二男 菊池次郎（栃木県多額納税者、実業家）[5]